# Lijst van rijksmonumenten in Bronkhorst
De plaats Bronkhorst telt 37 inschrijvingen in het rijksmonumentenregister. Hieronder een overzicht.
| Object | Oorspronkelijke functie?                                             | Bouwjaar                                                                                                  | Architect | Locatie             | Coördinaten?                 | Nr.?   | Afbeelding                                       |
| --- | -------------------------------------------------------------------- | --- | --------- | ------------------- | ---------------------------- | ------ | ------------------------------------------------ |
| Hoeve onder rieten dak met mooie houten deeldeur | Boerderij                                                            | mogelijk 17e eeuw                                                                                         |           | Boterstraat 1       | 52° 4' 33" NB, 6° 10' 45" OL | 34531  | Hoeve onder rieten dak met mooie houten deeldeur |
| Gedeelte van hoeve onder een hoog stro- en pannendak met nr. 5. In de gepleisterde voorgevel deeldeur met stijl- en regelwerk en houten overkraging, waarop het wolfeind van het dak naar voren springt | Boerderij                                                            | |           | Boterstraat 3       | 52° 4' 32" NB, 6° 10' 44" OL | 34532  | Meer afbeeldingen                                |
| Gedeelte van hoeve onder een hoog stro- en pannendak met nr 3. In de gepleisterde voorgevel deeldeur met stijl- en regelwerk en houten overkraging, waarop het wolfeind van het dak naar voren springt  | Boerderij                                                            | |           | Boterstraat 5       | 52° 4' 32" NB, 6° 10' 44" OL | 34533  | Meer afbeeldingen                                |
| Hoeve onder hoog stro- en pannendak. Ten dele gepleisterde voorgevel met stijl- en regelwerk | Boerderij                                                            | mogelijk 17e eeuw                                                                                         |           | Boterstraat 7       | 52° 4' 31" NB, 6° 10' 44" OL | 34534  | Meer afbeeldingen                                |
| Eenvoudige boerderij onder hoog met riet en pannen gedekt dak | Boerderij                                                            | mogelijk eerste kwart 19e eeuw                                                                            |           | Boterstraat bij 4   | 52° 4' 32" NB, 6° 10' 43" OL | 34535  | Meer afbeeldingen                                |
| Woonhuis met schuur op rechthoekige plattegrond. De langgerekte zuidelijke gevel, die het kerkpleintje afsluit, is gefundeerd op de vroegere kerkhofsmuur                                               | Boerderij                                                            | mogelijk laatste kwart 18e eeuw                                                                           |           | Bovenstraat 1       | 52° 4' 35" NB, 6° 10' 45" OL | 34536  | Meer afbeeldingen                                |
| Eenvoudige boerderij van het traditionele type | Boerderij                                                            | derde kwart 19e eeuw (boerderij) achtergevel (eerste kwart 19e eeuw)                                      |           | Bovenstraat 3       | 52° 4' 35" NB, 6° 10' 44" OL | 34537  | Meer afbeeldingen                                |
| Dwarshuisjes van alleen begane grond onder zadeldak tussen puntgevels met vlechtingen | Boerderij                                                            | mogelijk 18e eeuw                                                                                         |           | Bovenstraat 5       | 52° 4' 36" NB, 6° 10' 43" OL | 34538  | Meer afbeeldingen                                |
| Boerderij, bestaande uit een dwarshuis met rechte trapgevel, waarin sierankers | Boerderij                                                            | eerste kwart 17e eeuw                                                                                     |           | Bovenstraat 2       | 52° 4' 34" NB, 6° 10' 46" OL | 34539  | Meer afbeeldingen                                |
| Boerderij met woongedeelte en deel naast elkaar onder een schilddak | Boerderij                                                            | eerste helft 19e eeuw                                                                                     |           | Bovenstraat 8       | 52° 4' 35" NB, 6° 10' 46" OL | 34540  | Meer afbeeldingen                                |
| Gerestaureerde boerderij onder hoog, rieten schilddak | Boerderij                                                            | mogelijk eerste kwart 19e eeuw                                                                            |           | Bovenstraat 10      | 52° 4' 36" NB, 6° 10' 45" OL | 34541  | Meer afbeeldingen                                |
| Witgepleisterd dwarshuisje van alleen begane grond met zadeldak | Boerderij                                                            | tweede kwart 19e eeuw                                                                                     |           | Gysbertplein 1344 1 | 52° 4' 33" NB, 6° 10' 44" OL | 34544  | Meer afbeeldingen                                |
| Boerderij onder pannendak | Boerderij                                                            | mogelijk eerste kwart 19e eeuw                                                                            |           | 't Hof 2            | 52° 4' 33" NB, 6° 10' 52" OL | 34545  | Meer afbeeldingen                                |
| Boerderij met gepleisterde gevel | Boerderij                                                            | mogelijk eerste helft 19e eeuw                                                                            |           | 't Hof 5            | 52° 4' 35" NB, 6° 10' 52" OL | 34546  | Meer afbeeldingen                                |
| Boerderij onder strodak met getoogde deeldeur, waarboven zolderluik | Boerderij                                                            | mogelijk eerste kwart 19e eeuw                                                                            |           | Kapelstraat 1       | 52° 4' 35" NB, 6° 10' 43" OL | 34547  | Meer afbeeldingen                                |
| Kapel (thans Nederlands Hervormde Kerk) | Kerk en kerkonderdeel                                                | 15e eeuw                                                                                                  |           | Kapelstraat 2       | 52° 4' 34" NB, 6° 10' 44" OL | 34548  | Meer afbeeldingen                                |
| Eenvoudige boerderij met puntgevel | Boerderij                                                            | tweede helft 19e eeuw                                                                                     |           | Kasteelweg 1        | 52° 4' 34" NB, 6° 10' 43" OL | 34549  | Meer afbeeldingen                                |
| Boerderij, bestaande uit een woongedeelte van parterre en verdieping op rechthoekige plattegrond en gedekt door een hoog schilddak, waarnaast deel onder pannendak en met getoogde inrijpoort           | Boerderij                                                            | mogelijk tweede kwart 19e eeuw                                                                            |           | Kasteelweg 2        | 52° 4' 34" NB, 6° 10' 43" OL | 34550  | Meer afbeeldingen                                |
| Joodse begraafplaats | Begraafplaats en -onderdl                                            | |           | Maneveld bij 1      | 52° 4' 38" NB, 6° 10' 51" OL | 34551  | Joodse begraafplaats                             |
| Hoeve | Boerderij                                                            | eerste helft 19e eeuw                                                                                     |           | Molenstraat 1       | 52° 4' 30" NB, 6° 10' 50" OL | 34552  | Hoeve                                            |
| Muldershuis met boerderij en oudere aangebouwde schuur | Boerderij                                                            | |           | Molenstraat 11      | 52° 4' 13" NB, 6° 10' 47" OL | 34553  | Meer afbeeldingen                                |
| Op de noordoosthoek van de Molenstraat en de onderstraat een schilderachtige, houten schuur | Boerderij                                                            | mogelijk eerste kwart 19e eeuw                                                                            |           | Molenstraat bij 1   | 52° 4' 31" NB, 6° 10' 52" OL | 34554  | Meer afbeeldingen                                |
| Dwarshuis van alleen begane grond onder schilddak | Boerderij                                                            | 19e eeuw                                                                                                  |           | Onderstraat 1       | 52° 4' 34" NB, 6° 10' 48" OL | 34555  | Meer afbeeldingen                                |
| Dwarshuis onder schilddak met hoekschoorstenen | Boerderij                                                            | derde kwart 19e eeuw                                                                                      |           | Onderstraat 3       | 52° 4' 33" NB, 6° 10' 49" OL | 34556  | Meer afbeeldingen                                |
| Dwarshuis met schilddak | Boerderij                                                            | derde kwart 19e eeuw                                                                                      |           | Onderstraat 5       | 52° 4' 33" NB, 6° 10' 49" OL | 34557  | Meer afbeeldingen                                |
| Boerderij met afgewolfd strodak en in de voorgevel roedenverdeling | Boerderij                                                            | mogelijk eerste helft 19e eeuw                                                                            |           | Onderstraat 9       | 52° 4' 32" NB, 6° 10' 53" OL | 34558  | Meer afbeeldingen                                |
| Charles Dickens museum | Boerderij                                                            | midden 19e eeuw                                                                                           |           | Onderstraat 2       | 52° 4' 33" NB, 6° 10' 45" OL | 34559  | Meer afbeeldingen                                |
| Klein boerderijtje, vroegere poortwachterswoning | Boerderij                                                            | 18e eeuw (bouw) 1961 (rest.)                                                                              |           | Onderstraat 4       | 52° 4' 33" NB, 6° 10' 47" OL | 34560  | Klein boerderijtje, vroegere poortwachterswoning |
| Boerderij met vakwerk-voorgevel, roedenverdeling | Boerderij                                                            | mogelijk 17e eeuw                                                                                         |           | Onderstraat 6       | 52° 4' 33" NB, 6° 10' 47" OL | 34561  | Boerderij met vakwerk-voorgevel, roedenverdeling |
| Hoeve | Boerderij                                                            | 1770 (jaartalankers)                                                                                      |           | Onderstraat 10      | 52° 4' 32" NB, 6° 10' 49" OL | 34562  | Meer afbeeldingen                                |
| Met riet gedekte schuur | Boerderij                                                            | eerste kwart 19e eeuw                                                                                     |           | Onderstraat 14      | 52° 4' 31" NB, 6° 10' 53" OL | 34563  | Meer afbeeldingen                                |
| Boerderij op haakse plattegrond onder schilddak met pannen | Boerderij                                                            | mogelijk eerste kwart 19e eeuw                                                                            |           | Uilenhoek 1         | 52° 4' 42" NB, 6° 10' 60" OL | 34564  | Meer afbeeldingen                                |
| Boerderij met woongedeelte en deel onder een dwars schilddak | Boerderij                                                            | mogelijk tweede kwart 19e eeuw                                                                            |           | Uilenhoek 2         | 52° 4' 36" NB, 6° 10' 46" OL | 34565  | Meer afbeeldingen                                |
| Gepleisterde boerderij met dwars voor de stal gebouwd woonhuis onder pannen schilddak | Boerderij                                                            | 1874 (jaartal)                                                                                            |           | Veerweg 2           | 52° 4' 50" NB, 6° 10' 24" OL | 34566  | Meer afbeeldingen                                |
| Kasteelheuvel met funderingsresten | Tuin, park en plantsoen                                              | |           | Kasteelweg bij 3    | 52° 4' 33" NB, 6° 10' 37" OL | 34567  | Meer afbeeldingen                                |
| Schuur | Boerderij                                                            | 1900 |           | Bovenstraat bij 2   | 52° 4' 34" NB, 6° 10' 46" OL | 506444 | Schuur                                           |
| Huis Ophemert of 't Hoge Huys | tot 1800:rentmeestershuis/rechtbank;van 1800 tot 1995:herenboerderij | ouder dan 1633 (jaarankers geven herbouwjaar na de stadsbrand aan); gebouwd op de Middeleeuwse stadsmuren | nvt       | Bovenstraat 12      | 52° 4' 37" NB, 6° 10' 43" OL | 508143 | Meer afbeeldingen                                |